# Mutillidae
I Mutillidi (Mutillidae Latreille, 1802) sono una famiglia di imenotteri vespoidei.

## Descrizione
I maschi sono alati mentre le femmine sono attere. Come in tutti gli altri imenotteri solo le femmine presentano un pungiglione capace di provocare dolorose punture.

## Biologia
Tutti i Mutillidae sono parassitoidi solitari che attaccano per lo più larve o pupe di altri imenotteri solitari e raramente anche vari stadi di imenotteri sociali, ditteri, coleotteri, lepidotteri e blattoidei.

## Distribuzione e habitat
La famiglia Mutillidae ha distribuzione cosmopolita.

## Tassonomia
La famiglia dei Mutillidae contiene circa 230 generi e circa 8.000 specie in tutto il mondo.

### Generi presenti in Italia
In Italia sono presenti i seguenti generi:
- Blakeius Ashmead, 1903
- Myrmilla Wesmael, 1851
- Sigilla Skorikov, 1927
- Mutilla Linnaeus, 1758
- Tropidotilla Bischoff, 1920
- Artiotilla Invrea, 1950
- Dentilla Lelej, 1980
- Smicromyrme Thomson, 1870
- Trogaspidia Ashmead, 1899
- Dasylabris Radoszkowski, 1885
- Stenomutilla André, 1896
- Cystomutilla André, 1896